# 呂雁聲
呂雁聲，著名文武生，與呂玉郎、羅家寶、陳笑風為廣州四大小生。
呂雁聲文武雙全，聲、色、藝、唱、演絕佳。1950年在廣州自組永光榮劇團任文武生，夥拍其妻繞雲娘，專演其叔父呂玉郎夥拍花旦之王楚岫雲在永光明劇團所演出過之劇目。其後在南方劇團等任文武生，演了不少好戲，如「梅郎與布娘」、「路遙知馬力」、「三脫狀元袍」、「蘇秦封相榮歸」等等。
1959-1966年加入廣東粵劇院一團續任文武生，期間曾與楚岫雲合演名劇「月夜借紅燈」，連場爆滿。八十年代任粵劇院團長，演技精湛。九十年代曾在香港電視台主演電視劇，多才多藝。
呂雁聲一門數傑，其妻繞雲娘是鄉間粵劇團正印花旦，女兒呂秀華七、八十年代任江門市粵劇團正印花旦，兒子呂三石是大畫家。